# Habitatge al carrer del Remei, 28 (Vic)
L'Habitatge al carrer del Remei, 28 és una obra modernista de Vic (Osona) protegida com a Bé Cultural d'Interès Local.

## Descripció
Edifici civil. Casa d'habitatges i comerç que consta de planta baixa, dos pisos i terrat amb barana. A la planta s'hi obren dos portals de diferent mida emmarcats amb pedra i damunt l'arc rebaixat hi consten les inicials del propietari i a l'altre la data. Al primer pis hi ha dos portals de les mateixes característiques que donen a un balcó amb àmplia llosana de pedra que els abasta tots dos i una bonica barana de ferro. Al segon pis hi ha dos balconets del mateix estil i com aquells també estan sostinguts per mènsules. El capcer és acabat en formes sinuoses i baranes. La façana és decorada amb bonics esgrafiats que han estat restaurats recentment. L'estat de conservació és molt bo.

## Història
Edifici que possiblement prové de finals del segle xviii, però la fesomia actual li dona la reforma feta al 1914, donant-li un bell estil modernista.
Es troba al carrer del Remei i dins del barri del mateix nom.
L'origen més remot del carrer del Remei el podem trobar al construir-se l'oratori a l'extrem del carrer Sant Pere als segles xiii i xiv. Lloc de culte que va desaparèixer al segle xviii quan es feu el traçat de la carretera de Sentfores. Aleshores el temple es traslladà a l'altre extrem de l'actual carrer del Remei i s'hi establiren els Franciscans fins que el 1936 fou incendiada. El 1958 s'hi bastí l'església actual.
El carrer va patir les conseqüències de l'aiguat de 1863 que va malmetre gran part de les cases del carrer.